# Élection présidentielle yéménite de 2012
L'élection présidentielle yéménite se déroule le 21 février 2012. Abdrabbo Mansour Hadi l'emporte en l'absence d'opposants.

## Contexte
Le scrutin intervient à la suite de la Révolution yéménite organisée à l'encontre du président Ali Abdallah Saleh. Un accord de transfert du pouvoir est alors mis en place prévoyant son départ en faveur de son vice-président Abdrabbo Mansour Hadi, après une élection présidentielle.
Abdrabbo Mansour Hadi est le seul candidat à cette élection, et son mandat doit durer en théorie deux ans,. En l'absence d'opposants, le scrutin est décrit comme « symbolique ».

## Résultats
| Candidats                | Candidats                | Partis                   | Voix       | %     |
| ------------------------ | ------------------------ | ------------------------ | ---------- | ----- |
|                          | Abdrabbo Mansour Hadi    | CGP                      | 6 621 921  | 100   |
|                          |                          |                          |            |       |
| Votes valides            | Votes valides            | Votes valides            | 6 621 921  | 99,80 |
| Votes blancs et nuls     | Votes blancs et nuls     | Votes blancs et nuls     | 13 271     | 0,20  |
| Total                    | Total                    | Total                    | 6 635 192  | 100   |
| Abstention               | Abstention               | Abstention               | 3 608 172  | 35,22 |
| Inscrits / participation | Inscrits / participation | Inscrits / participation | 10 243 364 | 64,78 |

## Analyse et conséquences
L'élection a été entachée de violences. À Aden, « la moitié des bureaux de vote » auraient été fermés en raison d'attaques de séparatistes du Mouvement du Sud, qui ont pris le contrôle de certains de ces bureaux, « incendiant des urnes et des bulletins ». Dans d'autres, des militaires assurent la sécurité. Des échanges de tirs font quatre morts : un enfant de dix ans, un policier, un soldat et un autre homme sans plus de précision.
Abdrabbo Mansour Hadi est déclaré vainqueur le 24 février 2012 et prête serment devant le Parlement le lendemain 25 février.
Le 27 février 2012, Ali Abdallah Saleh cède officiellement le pouvoir à son successeur Abdrabbo Mansour Hadi.